# Chunhuás, Campeche
Chunhuás, tidigare San Agustín Chunhuás, är en ort i kommunen Dzitbalché i delstaten Campeche i Mexiko. Chunhuás är kommunens femte största ort och ligger strax söder om Dzitbalché och Bacabchén. Orten hade 401 invånare vid den senaste officiella folkräkningen i Mexiko 2010.